# Geführter Triebwagen

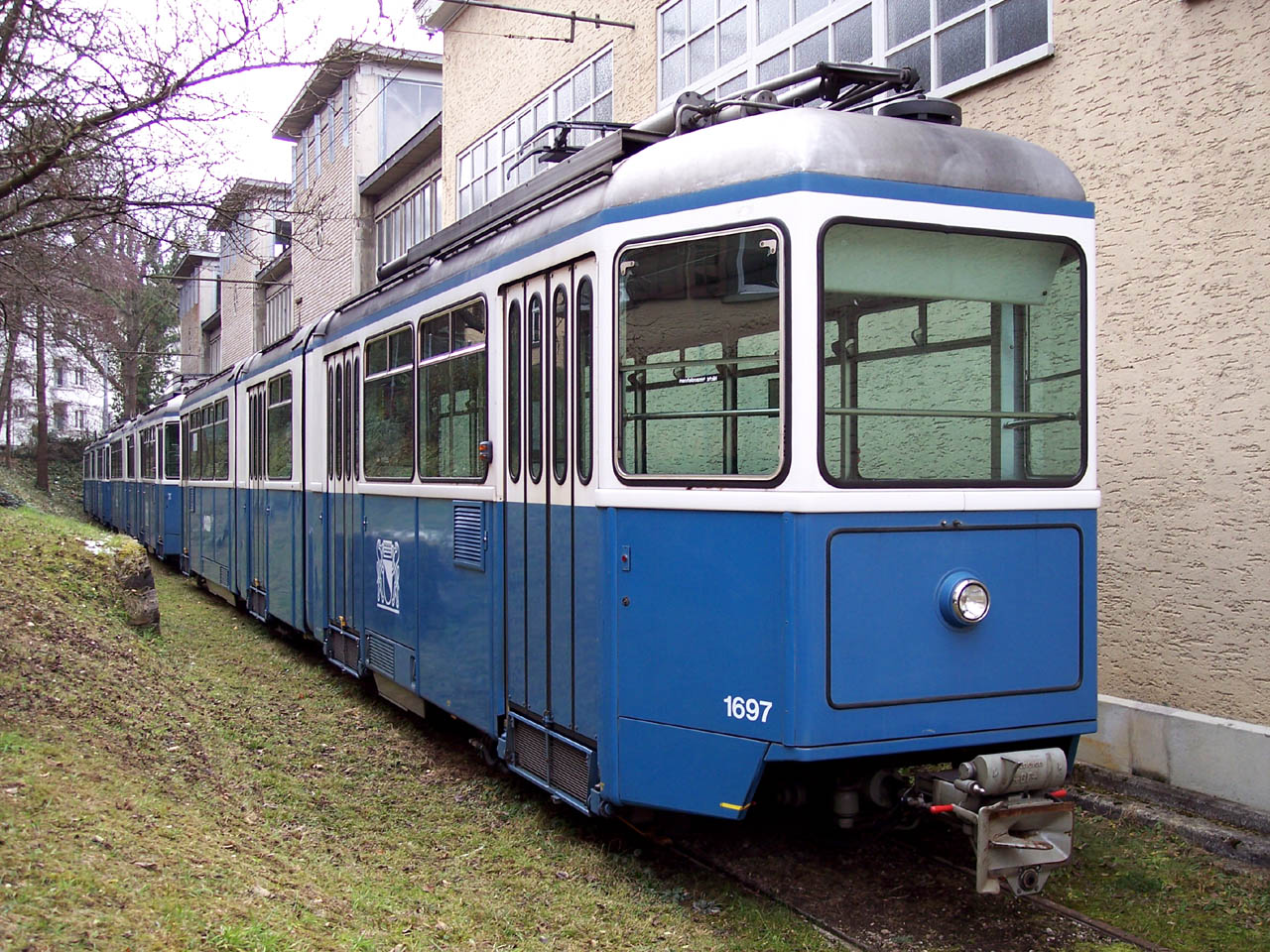
Die führerstandslose Front eines motorisierten Zürcher Anhängers des Typs VBZ Be 4/6 (Mirage)

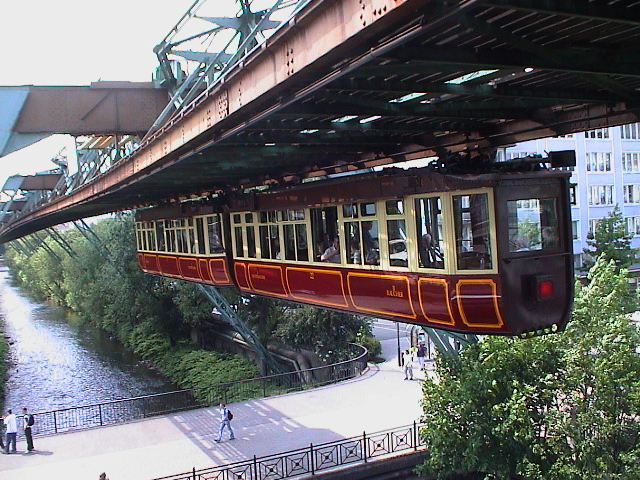
Baureihe 00 der Wuppertaler Schwebebahn, nur das vordere Fahrzeug hat einen Führerstand

Ein geführter Triebwagen, auch Triebbeiwagen, Beitriebwagen, motorisierter Beiwagen oder motorisierter Anhänger genannt, ist ein Straßenbahn-Triebwagen, der nie an erster Stelle eines Zugverbands läuft. Aus diesem Grund hat er – wie klassische Beiwagen – entweder gar keinen Führerstand oder verfügt nur über einen Hilfsführerstand für Rangierfahrten im Depot. Mitunter besitzen geführte Triebwagen auch keinen Stromabnehmer, in diesem Fall erfolgt die Energieversorgung über ein Starkstromkabel vom führenden Fahrzeug aus. Motorisierte Beiwagen sind stets Einrichtungsfahrzeuge. 
Mit dem Einsatz geführter Triebwagen kann das jeweilige Verkehrsunternehmen seine Beschaffungs- und Betriebskosten senken, so muss beispielsweise nicht die neueste Weichensteuerung, Signalsoftware oder Sicherheitstechnik nachgerüstet werden. Aus diesem Grund verkehren insbesondere ältere Triebwagen in ihren letzten Betriebsjahren oft geführt, nachdem für sie Umbauten ausfielen, die nur noch bei führenden Fahrzeugen durchgeführt wurden. Ein weiterer Vorteil ist die größere Beförderungskapazität durch die entfallende Führerstandskabine. Ferner kann auf eine vollständige Frontbeleuchtung, auf Scheibenwischer oder auf die Linien- beziehungsweise Zielanzeige verzichtet werden. 
Von Nachteil ist hingegen der umständlichere Betrieb, weil Zugverbände mit Beitriebwagen, außer wenn sie mit Hilfsführerstand ausgerüstet sind, nur im Depot zusammengefügt oder getrennt werden können. Außerdem sind geführte Triebwagen nicht flexibel einsetzbar, weil sie nicht alleine im Linienbetrieb fahren können.
Bei der Wuppertaler Schwebebahn bezeichnete man führende Triebwagen früher als Hauptwagen, Vorderwagen oder Führerwagen, geführte als Nebenwagen, Hinterwagen, Anhängewagen oder Zweitwagen.

## Beispiele
Als geführte Triebwagen in Dienst gestellt
- Hannover: 56 Stück B4 Breitraumwagen (ohne Stromabnehmer)
- Zürich: 50 Stück VBZ Tram 2000, davon 15 Be 4/6 und 35 Be 2/4
- Zürich: 36 Stück VBZ Be 4/6 (Mirage), wegen ursprünglich fehlender Frontbeleuchtung auch Blinde Kuh genannt[6][7]
- Timișoara: 13 Stück Pionier T5 (ohne Stromabnehmer, Zwillingstriebwagen)

Nachträglich zu geführten Triebwagen degradiert
- Stuttgart: 180 Stück GT4
- Potsdam: 59 Stück KT4D-M (201–259)
- Dresden: 55 Stück Tatra TB4D, die Buchstaben TB in der Typenbezeichnung stehen für Triebbeiwagen
- Schwerin: 55 Stück Tatra T3D
- Basel (BLT): 15 Be 4/6 (101–115), Baujahre: 1971–1976
- Basel (BLT): 21 Be 4/6 (123–158), ehemals BVB Baujahre: 1972
- Rostock: 12 T6A2M (801–812)
- Basel (BVB): 11 Be 4/4 (466–476), Baujahre: 1967–1968

Nachträglich motorisierte Beiwagen
- Szeged: 4 Tatra B6A2D

## Galerie

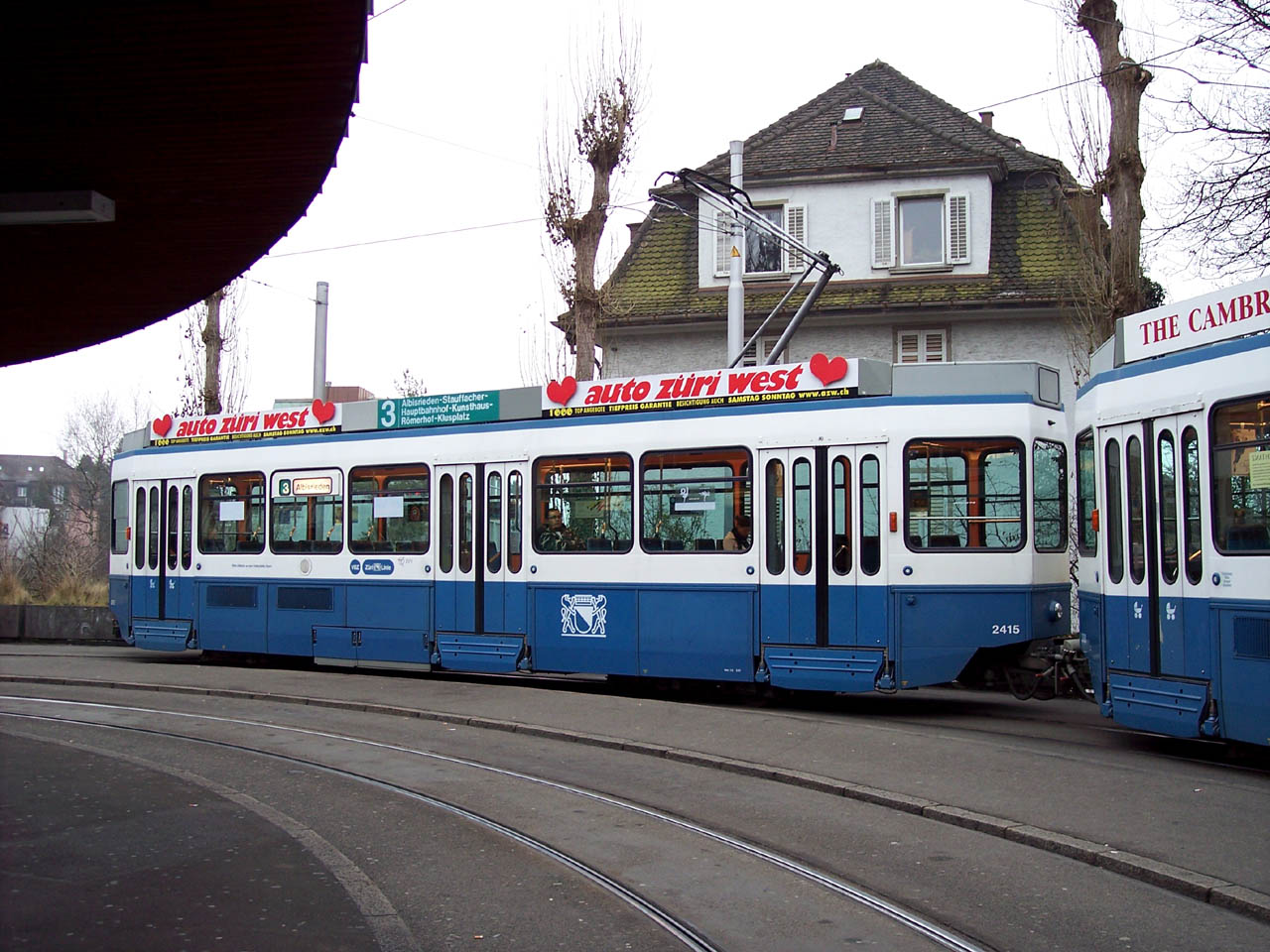
Ein motorisierter Anhänger des Typs «Tram 2000» Be 2/4 im Einsatz hinter einem regulären Triebwagen
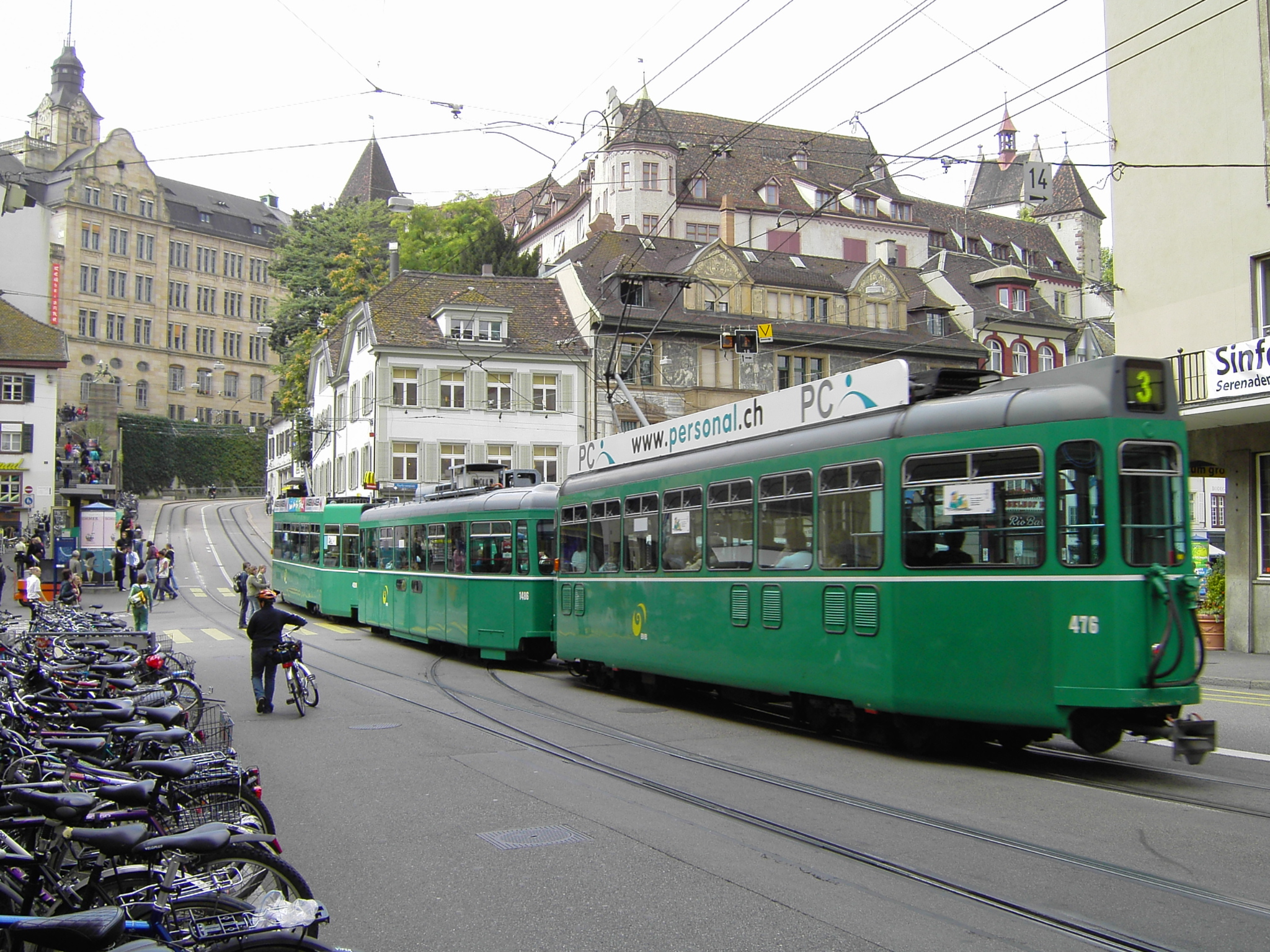
Basler Motorwagen Be 4/4 der Serie 466–476 (1967/68) liefen zuletzt ausschließlich geführt auf der Linie 3, hinter Motorwagen Be 4/4 der Serie 477–502 (1986/87) oder Be 4/6 der Serie 659–686 (1990/91)
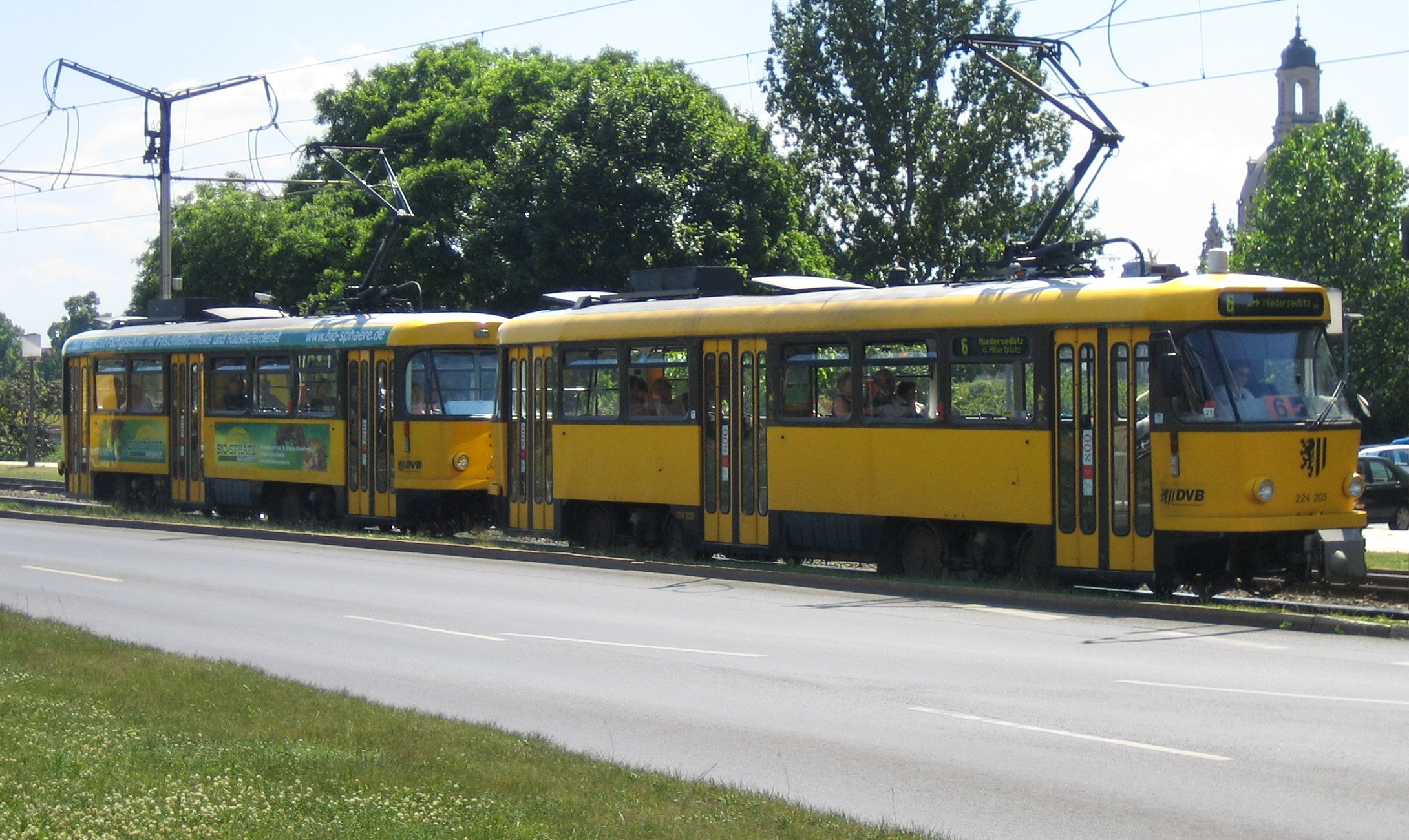
T4D und TB4D in Dresden, typisch für geführte Wagen ist die fehlende Linien- und Zielanzeige
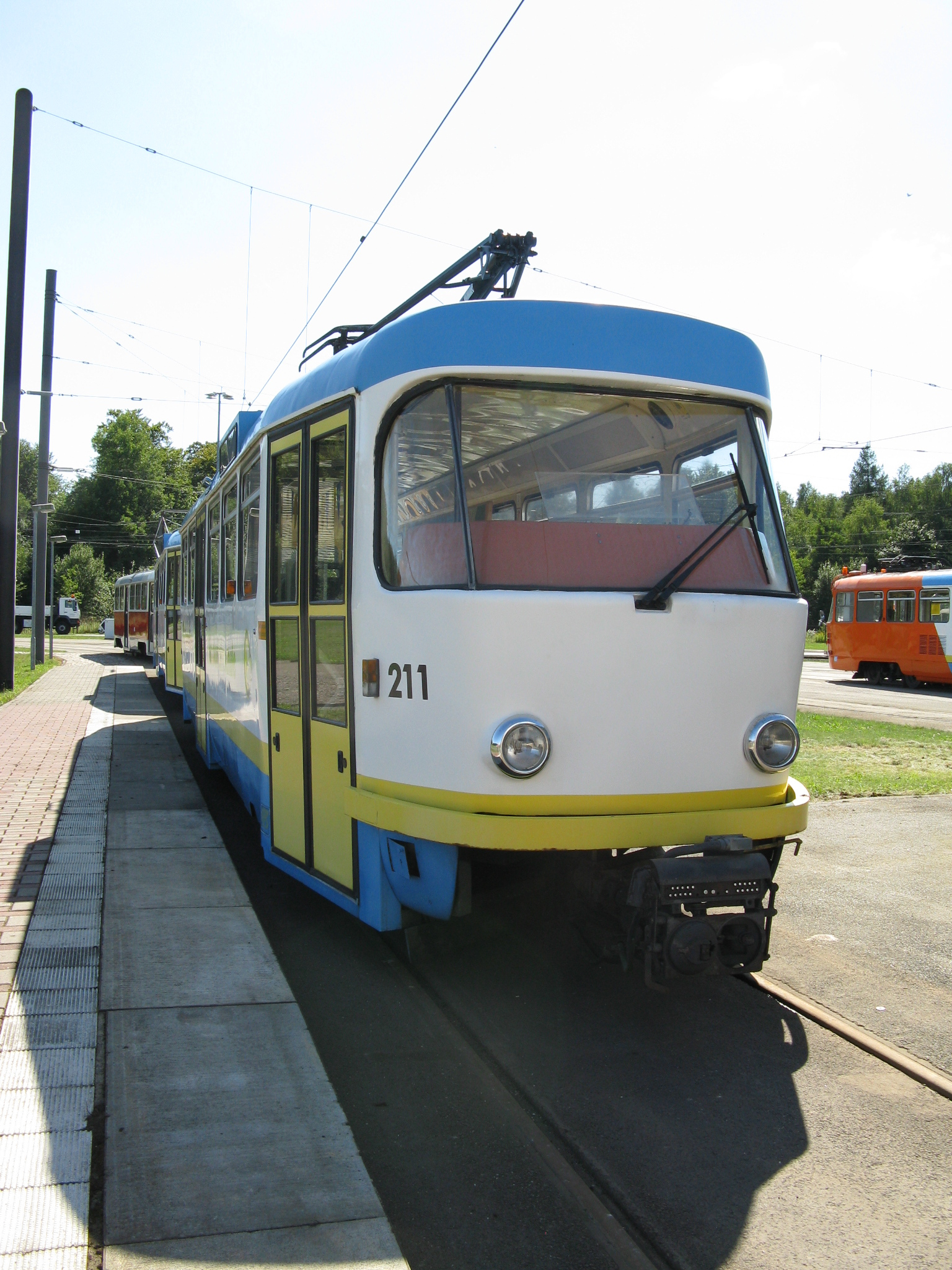
Geführter T3D in Schwerin
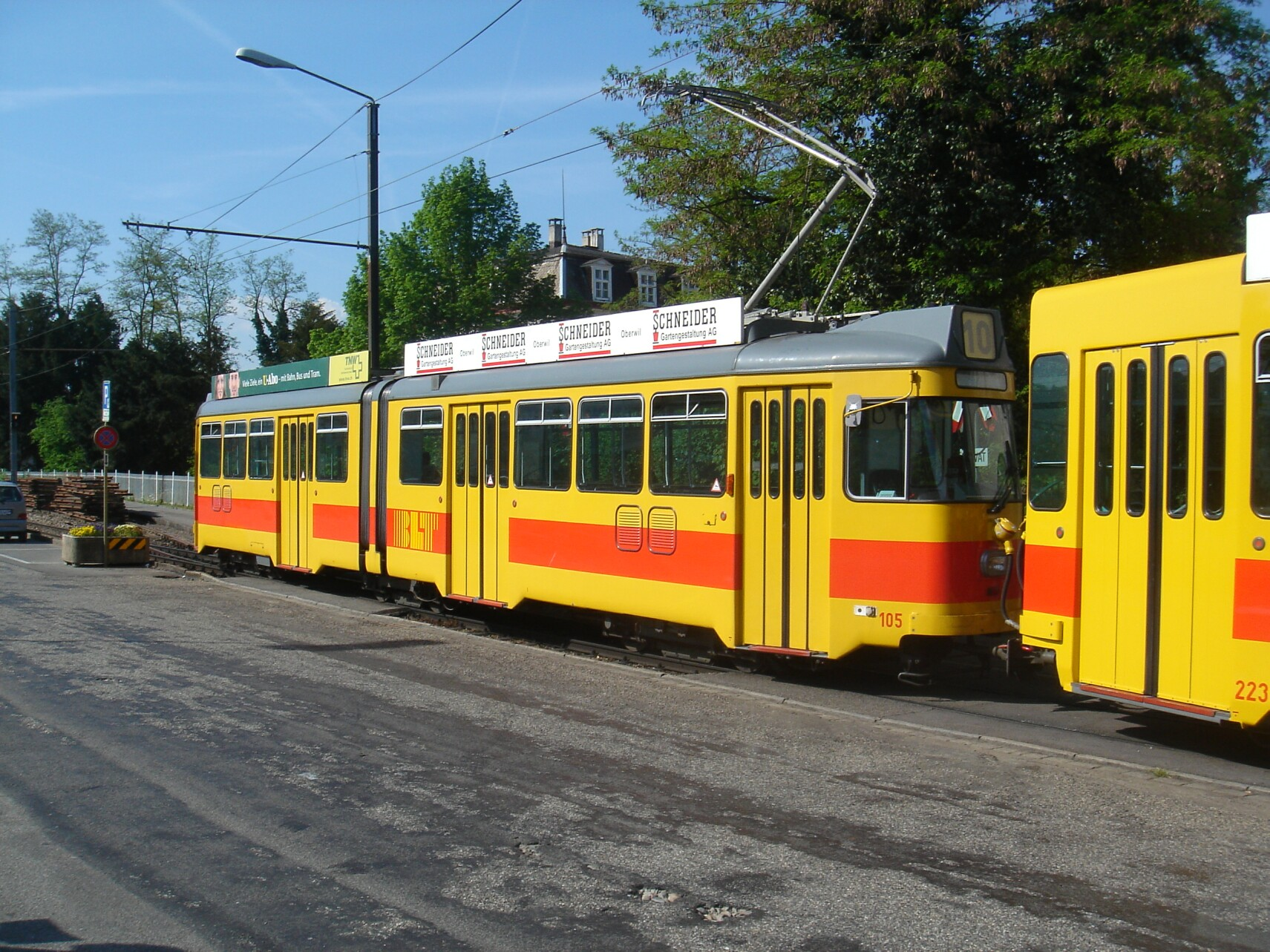
Bei der BLT liefen die Motorwagen Be 4/6 aus den 1970er Jahren zuletzt nur noch geführt hinter Be 4/8 aus den 1980er Jahren
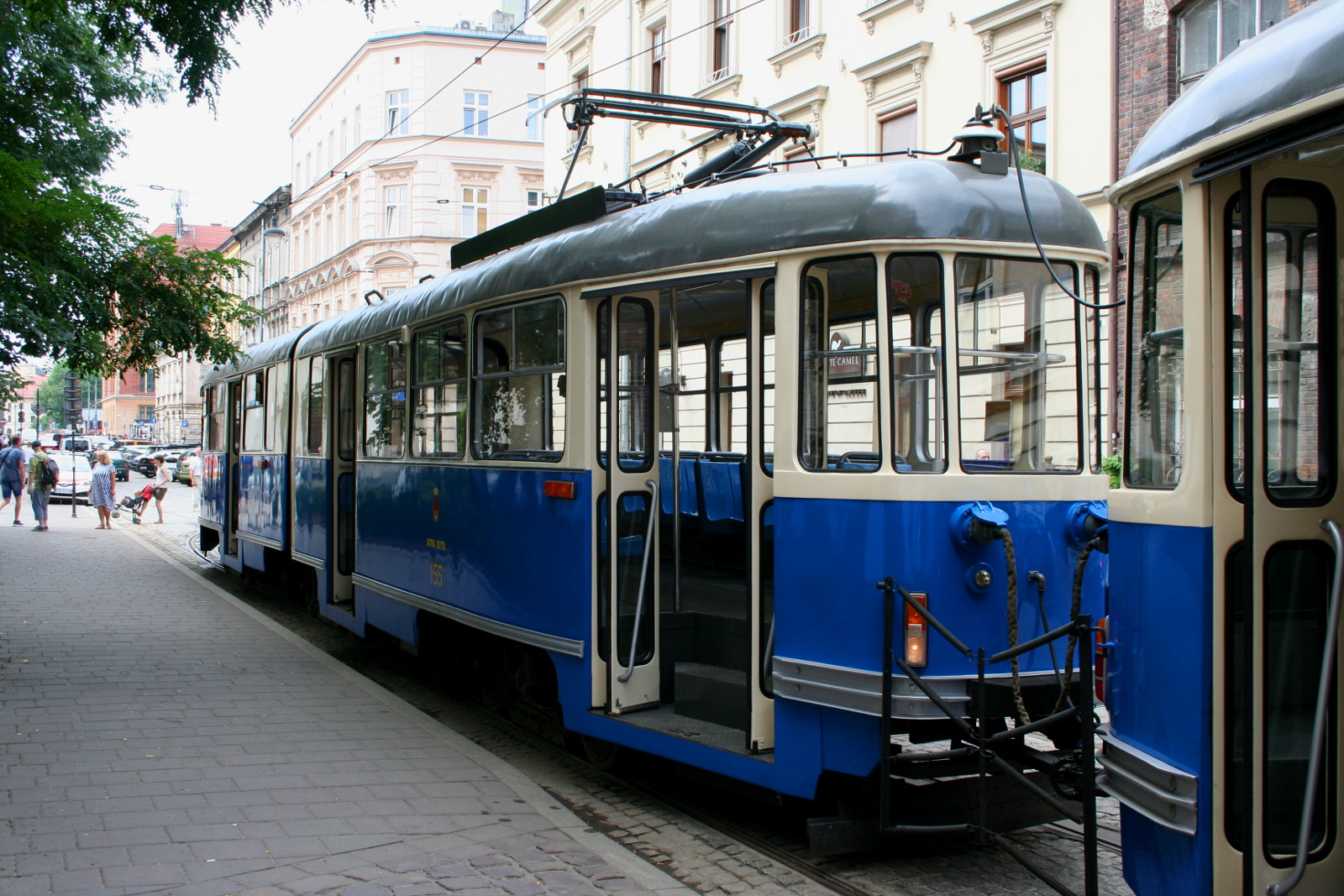
Geführter Triebwagen des Typs Konstal 102NaD der Straßenbahn Krakau
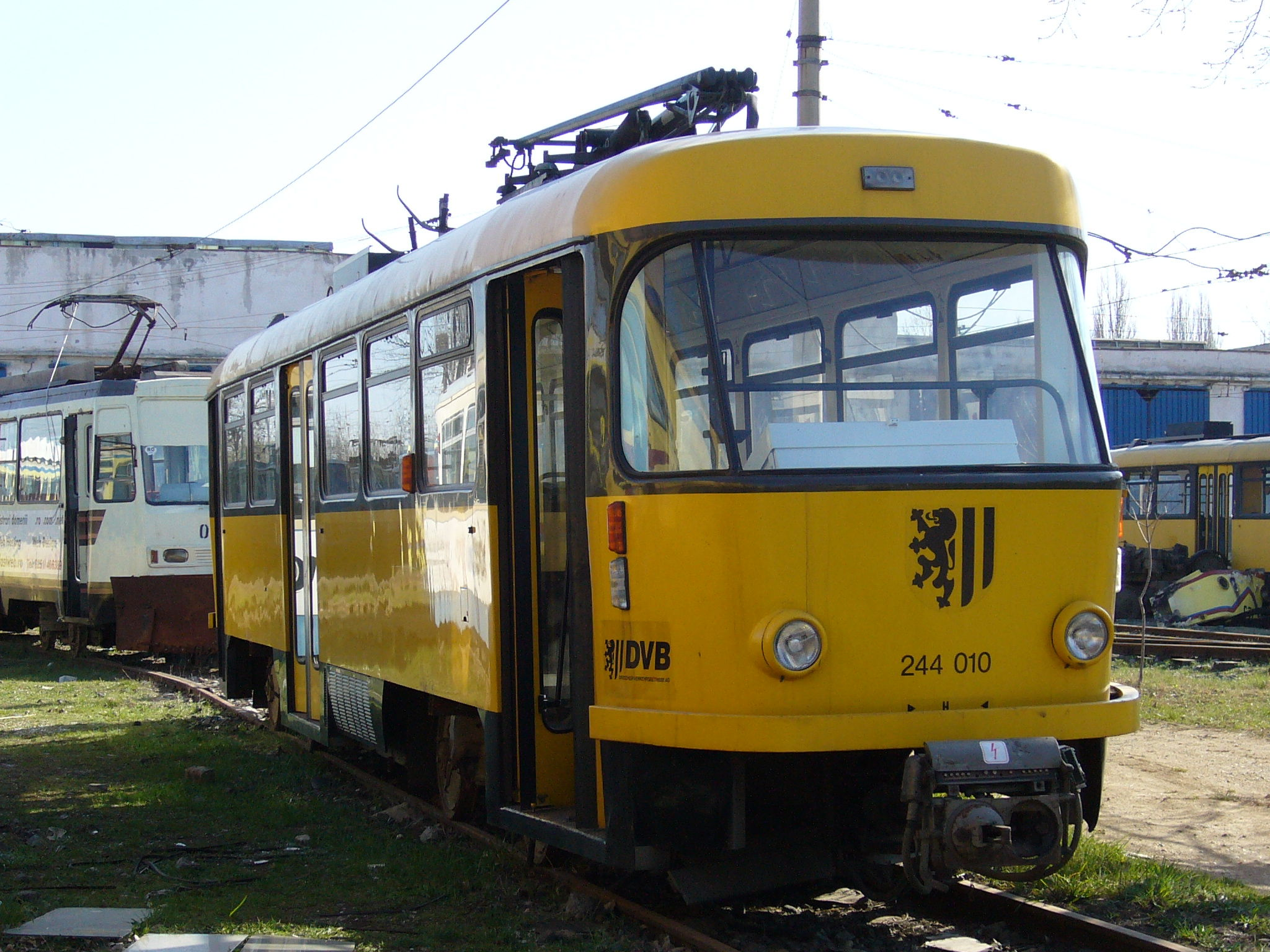
Geführter Tatra TB4D aus Dresden, hier im Depot der Straßenbahn Craiova